# Mattel Aquarius
Aquarius — бытовой компьютер, выпущенный в продажу фирмой Mattel в 1983 году. Он был построен на основе микропроцессора Zilog Z80, имел 4 килобайта ОЗУ, клавиатуру с резиновыми клавишами. В ПЗУ содержалась специальная версия Microsoft BASIC. Компьютер подключался к телевизору, и использовал кассетный магнитофон в качестве устройства хранения данных. Также, для него было выпущено небольшое количество дополнительных устройств, таких как 40-символьный термопринтер, 4-цветный принтер/графопостроитель, и модем со скоростью передачи данных 300 бод.
Компьютер не был разработан самой Mattel, его разработчик — производитель электроники Radofin, находящийся в Гонконге. Он был анонсирован в 1982 году, и выпущен в июне 1983 по цене 160 долларов. Из за плохих продаж его производство было прекращено спустя четыре месяца. Mattel выкупило у Radofin права на продажу. Две других, недолго существовавших, компании — CEZAR Industries и CRIMAC Inc. — также занимались продажами этого компьютера и его аксессуаров.
Хотя Aquarius был дешевле, чем Texas Instruments TI-99/4A и Commodore VIC-20, он имел худшую графику, звуковые возможности, и ограниченный объём памяти. Программисты, работающие в Mattel, называли его между собой «системой семидесятых годов». Из 32 программ, анонсированных Mattel, была выпущена 21. Большинство из этих программ — игры, портированные с игровой консоли Mattel Intellivision. За счёт того, что Intellivision имела лучшие графические и звуковые возможности, на ней эти игры были лучше, при том что её цена была ниже. Компьютеры, предлагавшиеся другими компаниями, занимающимися продажей консолей и компьютеров, такими как Atari и Coleco, имели как минимум равные, а иногда и лучшие возможности, чем их консоли.
В скором времени после выпуска Aquarius, Mattel анонсировала планы по созданию другого бытового компьютера. Есть свидетельства, что Aquarius II в небольших количествах был выпущен в продажу , но он также не стал коммерчески успешным.

## Технические характеристики
- Процессор: Zilog Z80 на частоте 3.5 МГц
- Память: 4 КБ ОЗУ, расширяемого до 20 КБ; 8 КБ ПЗУ
- Клавиатура: 48-клавишная, резиновые клавиши
- Экран: Текстовый режим 40x25, графический режим 80x72, 16 цветов
- Звук: Одноголосный, расширяемый до четырёх голосов
- Разъёмы: выход на телевизор, магнитофон, принтер, картридж/модуль расширения